# 東原村
東原村（ひがしはらむら）は、広島県安佐郡にあった村。現在の広島市安佐南区の一部にあたる。

## 地理
太田川と古川に挟まれた中州の南端に位置していた。

## 歴史
- 1889年（明治22年）4月1日、町村制の施行により、沼田郡東原村が単独で村制施行し、東原村が発足[1][2]。西原村、東原村の町村組合を結成し役場を西原村に設置[1]。
- 1898年（明治31年）10月1日、郡の統合により安佐郡に所属[1][2]。
- 1920年（大正9年）4月1日、安佐郡西原村と合併し、原村を新設して廃止された[1][2]。

## 産業
- 農業、養蚕[1]